# Ејнар Херцшпрунг
Ејнар Херцшпрунг (дан. Ejnar Hertzsprung; Копенхаген, 8. октобар 1873 — Роскиле, 21. октобар 1967) је био дански хемичар и астроном.
Херцшпрунг је рођен у Копенхагену. У периоду између 1911. и 1913. године, заједно са Хенријем Норисом Раселом, развио је Херцшпрунг-Раселов дијаграм.
Године 1913, одредио је удаљености до неколико Цефеида, променљивих звезда, преко статистичке паралаксе, па је тако био у могућности да калибрише везу коју је открила Хенријета Ливит између периоде Цефеида и луминозности. У том одређивању је направио грешку, могуће грешку у писању, којом су те звезде биле 10 пута ближе него што јесу. Ову везу је искористио да процени удаљеност до Малог Магелановог облака.
Од 1919. до 1946. године, Херцшпрунг је радио у Лајденској опсерваторији у Холандији, а од 1937. године и као директор.
Можда је највећи од његових доприноса астрономији био развој класификационог система за звезде, који их дели по спектралном типу, стадијуму у њиховом развоју и луминозности. Такозвани „Херцшпрунг-Раселов дијаграм“ је од тада у употреби као класификациони систем за објашњење типа и еволуције звезде.
Херцшпрунг је открио два астероида, од којих је један 1627 Ивар, који припада Аморовој групи астероида.
Херцшпрунг је умро у Роскилеу 1967. године.

## Откривени астероиди
- 1627 Ивар (25. септембар 1929)
- 1702 Калахари (7. јул 1924)

## Признања
Награде
- Златна медаља Краљевског астрономског друштва 1929.
- Брус медаља 1937.

Названи по њму
- Херцшпрунг, кратер на Месецу
- Астероид 1693 Херцшпрунг